# Manfred Manglitz
Manfred Manglitz (Köln, 1940. március 8. –) világbajnoki bronzérmes nyugatnémet válogatott német labdarúgó, kapus.

## Pályafutása

### Klubcsapatban
Az SC West Köln csapatában kezdte a labdarúgást. 1961 és 1963 között a Bayer Leverkusen labdarúgója volt. 1963 és 1969 között az MSV Duisburg első számú kapusa volt, ahol egy-egy bajnoki és nyugatnémet kupa ezüstérmet szerzett a csapattal. 1969 és 1971 között az 1. FC Köln csapatában védett és kétszer jutott a nyugatnémet kupa döntőjébe az együttessel, de mind kétszer elveszítették azt.
1971 tavaszán bundabotrányba keveredett. Hosszú évekre eltiltották a játéktól. Az 1974–75-ös idényben az alsóbb osztályú FSV Gebäudereiniger Köln csapatában tért vissza. A következő idényben a másodosztályú 1. FC Mülheim együttesében védett öt bajnoki mérkőzésen. 1976 és 1978 között ismét az FSV Gebäudereiniger Köln játékosa volt. 1978 és 1980 között visszatért nevelőegyesületéhez az SC West Kölnhöz és itt fejezte be az aktív labdarúgást.

### A válogatottban
1965 és 1970 között négy alkalommal szerepelt a nyugatnémet válogatottban. Tagja volt 1970-es világbajnoki bronzérmes csapatnak.

## Sikerei, díjai
NSZK
- Világbajnokság
  - bronzérmes: 1970, Mexikó

 MSV Duisburg
- Nyugatnémet bajnokság (Bundesliga)
  - 2.: 1963–64
- Nyugatnémet kupa (DFB-Pokal)
  - döntős: 1966

 1. FC Köln
- Nyugatnémet kupa (DFB-Pokal)
  - döntős: 1970, 1971